# المكتبة الأهلية (الكويت)
المكتبة الأهلية هي أول مكتبة عامة أفتتحت في الكويت وكان ذلك في 23 يناير 1923.
بعد أن بدأ التوسع في إنشاء المدارس النظامية كالمدرسة المباركية والمدرسة الأحمدية ظهرت الحاجة إلى المكتبات العامة ودورها الثقافي المساعد للمدارس. وكان الشيخ يوسف بن عيسى القناعي أول من دعا إلى تأسيس مكتبة أهلية عام 1922. وفي أواخر عام 1922 تم الاجتماع في منزل الشيخ حافظ وهبة وبدعوة من الشيخ يوسف بن عيسى، وتداول في هذا الاجتماع الحاجة لمكتبة عامة. وتلى هذا الاجتماع جمع التبرعات من المواطنين لتقوم المكتبة بعد ذلك في بيت مستأجر لابن عامر (و لعله كان مقر المدرسة العامرية سابقاً)، ونقل للمكتبة عن تأسيسها كتب الجمعية الخيرية، وافتتحت المكتبة بشكل رسمي في 23 يناير 1923. واختير عبد الحميد الصانع مشرفاً على المكتبة، والسيد رجب عبد الله الرفاعي مساعداً له. ولم يدم مجلس الإدارة بصورته هذه لمدة طويلة حيث استقال عبد الحميد الصانع من الإشراف، فتم تعيين الشيخ يوسف بن عيسى رئيساً للمكتبة والسيد سلطان الكليب مديراً لها.